# Подвигалихинское сельское поселение
Подвигалихинское се́льское поселе́ние — муниципальное образование в Мантуровском районе Костромской области.
Административный центр — деревня Подвигалиха.

## История
Подвигалихинское сельское поселение образовано 30 декабря 2004 года в соответствии с Законом Костромской области № 237-ЗКО, установлены статус и границы муниципального образования.
22 октября 2009 года в соответствии с Законом Костромской области № 525-4-ЗКО в состав поселения включено упразднённое  Гусевское сельское поселение.
13 июля 2012 года в соответствии с Законом Костромской области от 13 апреля 2012 года № 212-5-ЗКО в состав поселения включено упразднённое Гаврилковское сельское поселение.

## Население
| 2008 | 2010 | 2012 | 2013 | 2014 | 2015 | 2016 |
| ---- | ---- | ---- | ---- | ---- | ---- | ---- |
| 801  | ↘495 | ↘462 | ↗731 | ↘675 | ↘634 | ↘624 |
| 2017 | 2018 |      |      |      |      |      |
| ↘580 | ↘559 |      |      |      |      |      |

## Состав сельского поселения
| №  | Населённый пункт | Тип населённого пункта          | Население |
| -- | ---------------- | ------------------------------- | --------- |
| 1  | Большое Лисицино | деревня                         | ↗85       |
| 2  | Васильевское     | деревня                         | ↗39       |
| 3  | Гаврилково       | деревня                         | ↗8        |
| 4  | Гусево           | деревня                         | ↗135      |
| 5  | Дубшино          | деревня                         | ↗65       |
| 6  | Евдокимово       | деревня                         | ↗30       |
| 7  | Елизарово        | деревня                         | ↗138      |
| 8  | Княжево          | деревня                         | ↗61       |
| 9  | Коровино         | деревня                         | →12       |
| 10 | Коровица         | деревня                         | →0        |
| 11 | Кривцово         | деревня                         | ↗10       |
| 12 | Митяево          | деревня                         | ↘2        |
| 13 | Осиево           | деревня                         | ↘11       |
| 14 | Пахтусово        | деревня                         | →0        |
| 15 | Подвигалиха      | деревня, административный центр | ↗211      |
| 16 | Попово           | деревня                         | ↗87       |
| 17 | Поцепкино        | деревня                         | ↗53       |
| 18 | Починок          | деревня                         | →0        |
| 19 | Селище           | деревня                         | →0        |
| 20 | Слеповское       | деревня                         | →0        |
| 21 | Фролово          | деревня                         | ↗6        |
| 22 | Шафраново        | деревня                         | →0        |

## Известные уроженцы
- Бобров, Дмитрий Васильевич  (род. 1932) — советский военачальник, генерал-лейтенант авиации, Заслуженный военный лётчик СССР. Родился в деревне Стрелица (ныне упразднена).